# Anomala linelli
Anomala linelli är en skalbaggsart som beskrevs av Ohaus 1916. Anomala linelli ingår i släktet Anomala och familjen Rutelidae. Inga underarter finns listade i Catalogue of Life.